# عقد 990 هـ
عقد 990 هـ هو الفترة بين عام 990 إلى 999 في التقويم الهجري، أي العشر سنوات الأخيرة من القرن العاشر الهجري.